# 387 Aquitania
A 387 Aquitania (ideiglenes jelöléssel 1894 AZ) a Naprendszer kisbolygóövében található aszteroida. Fernand Courty fedezte fel 1894. március 5-én.